# Luhyny (huyện)
Huyện Luhyny (tiếng Ukraina: Лугинський район, chuyển tự: Luhynys’kyi raion) là một huyện của tỉnh Zhytomyr thuộc Ukraina. Huyện Luhyny có diện tích 994 km², dân số theo điều tra dân số ngày 5 tháng 12 năm 2001 là 20823 người với mật độ 21 người/km2. Trung tâm huyện nằm ở Luhyny.